# 慕尼黑美术学院

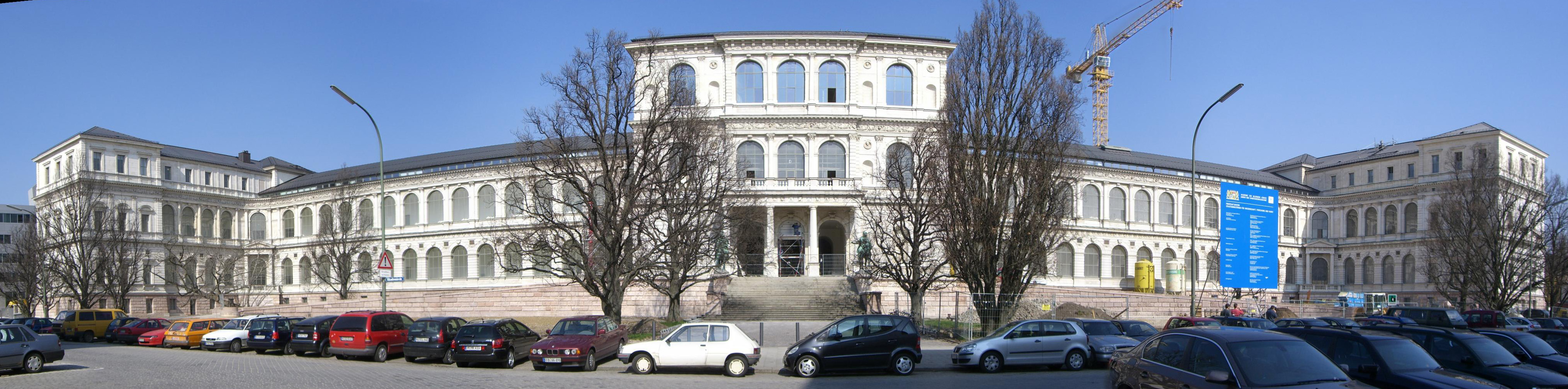

慕尼黑美术学院 (德語：Akademie der Bildenden Künste München)又称为慕尼黑學院（Munich Academy）是德国最古老的和最重要的艺术院校之一。它位于德国巴伐利亚慕尼黑的马克斯近郊区。

## 历史

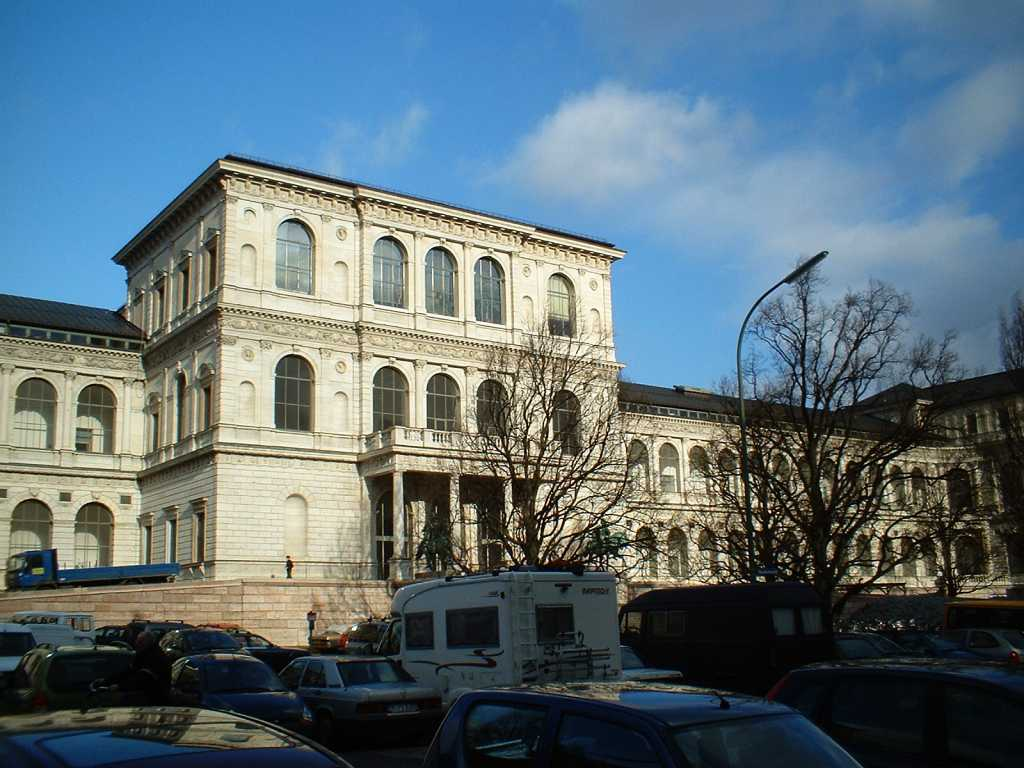
立面

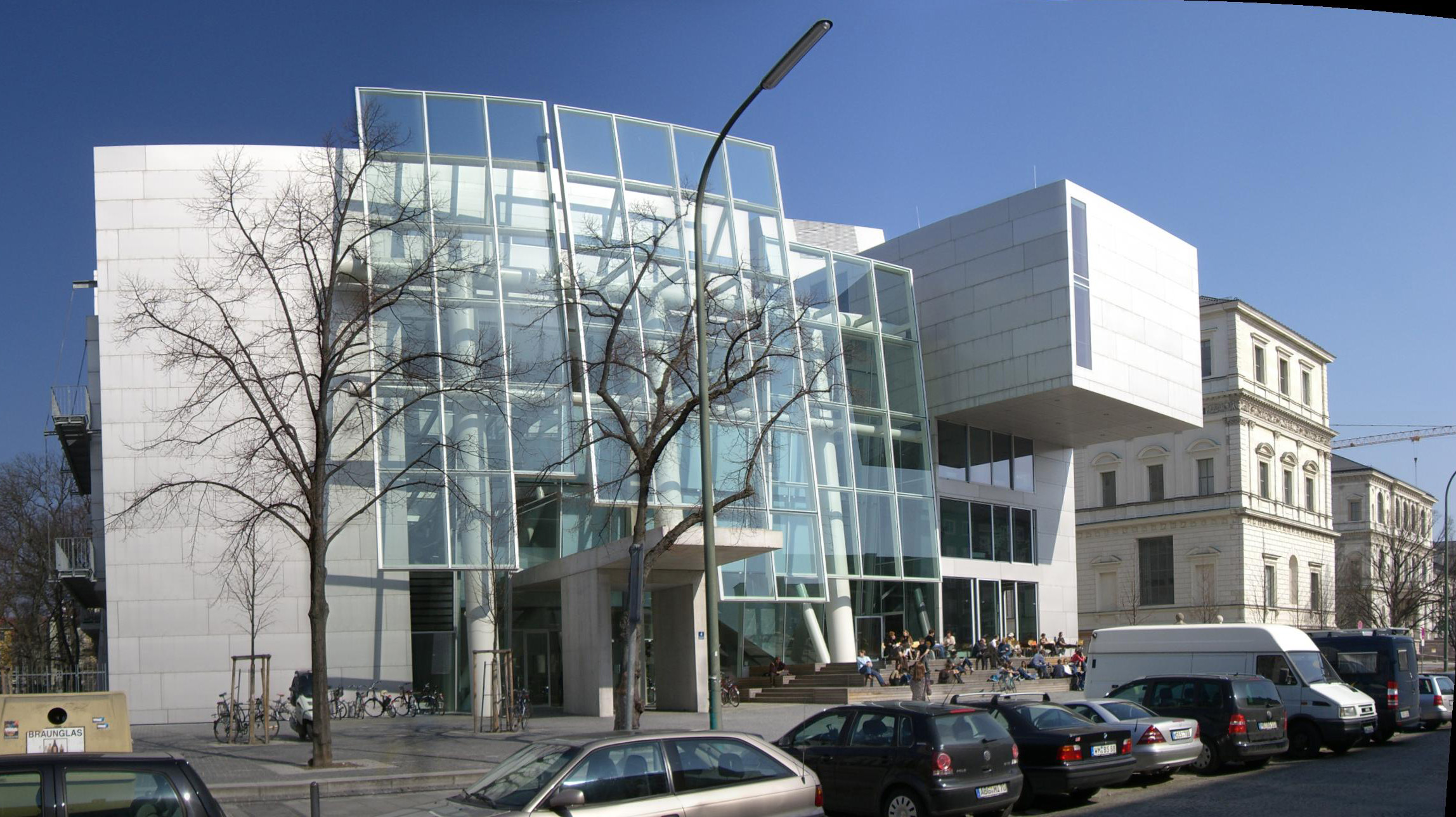

学院的历史可以追溯到18世纪，由选帝侯马克西米利安三世创建于在1770年之前，所谓的“绘画学校”。1808年，马克西米利安一世将其提升为“皇家美术学院”。慕尼黑画派是指1850年至1918年期间在慕尼黑工作或在该学院学习的一批画家，特点是自然风格和明暗对照法。典型的绘画主题包括风景、肖像、静物和历史。1946年，皇家美术学院与工艺美术学院和应用艺术学院合并。1953年，它的名字变成了现在的美术学院。

## 建筑
19世纪大型新文艺复兴建筑群于1886年建成，由Gottfried Neureuther设计。2005年，该建筑进行的扩建采用了新的解构主义建筑风格，由库柏·西梅布芬事务所建筑公司设计。